# Jessico Dancemix
Jessico Dancemix es el segundo álbum remix de la banda argentina Babasónicos, que incluye varios remixes de las canciones "Los Calientes" y "Deléctrico", de su álbum Jessico.

## Lista de canciones
1. Los calientes (Swing-ya Mix) - DJ Diego Ro-k
2. Deléctrico (Chill Out Mix) - Roman
3. Los calientes (El Amor Mi Amor Mix) - Dr Trincado
4. Deléctrico (Remix) - Claudio Ferrante
5. Deléctrico (Vlaktron Elastic Mix) - Deep Fried Chicken
6. Los calientes (Rmx) - Romina Cohn
7. Los calientes (Beach Store Mix) - Dr Trincado